# Hoàng Đan (xã)
Hoàng Đan là một xã phía tây nam huyện Tam Dương, tỉnh Vĩnh Phúc, Việt Nam.

## Văn hóa
Phố Hoàng Đan đang là phố dài nhất, lớn nhất của huyện Tam Dương (chỉ sau Thị trấn Hợp Hòa kéo dài khoảng 2 km. Hai bên đường là các khu vực tập trung đông dân cư nhất của các xóm với khoảng 7.000 dân (không bao gồm các xóm lẻ tách biệt như Xóm Vàng, Xóm Đông, và một phần dân ven Đồi Xóm Bắc).
Lễ hội chạy cày được tổ chức 5 năm 1 lần.

## Giao thông
Xã nằm trên vị trí thuận lợi ở nơi có các tuyến đường giao thông quan trọng huyết mạch đi qua. Các tuyến đường liên kết các huyện trong tỉnh như: huyện Sông Lô, huyện Lập Thạch với các huyện Tam Dương, Vĩnh Tường và TP. Vĩnh Yên, xã cũng có đường xuyên Á Hà Nội - Lào Cai đi qua.